# Glomeroides promiscus
Glomeroides promiscus är en mångfotingart som beskrevs av Ottis Robert Causey 1964. Glomeroides promiscus ingår i släktet Glomeroides och familjen klotdubbelfotingar. Inga underarter finns listade i Catalogue of Life.